# St. Roch

Le St. Roch (RCMPV St. Roch) est une goélette, ancien navire auxiliaire de la Gendarmerie royale du Canada.

Anciennement commandé par Henry Larsen, il est désormais exposé au Musée maritime de Vancouver et ouvert au public.

## Histoire
Le Saint-Roch a été construit en 1928 à la Burrard Dry Dock à Vancouver Nord, en Colombie-Britannique. Il a été conçu par Tom Hallidie sur le modèle du Maud de Roald Amundsen.
Entre 1929 et 1939, il effectue les patrouilles dans l'Arctique du Nord canadien.
Entre 1940 et 1942, il est le premier navire à terminer un voyage à travers le passage du Nord-Ouest dans une direction ouest-est. En 1944, il est le premier navire à faire un voyage de retour à travers le passage du Nord-Ouest, par la route plus au nord considéré comme le véritable Passage du Nord-Ouest, et a également été le premier à y naviguer en une seule saison.
Entre 1944 et 1948, il  a de nouveau patrouillé dans l'Océan Arctique. Le 29 mai 1950, il est le premier navire à faire le tour de l' Amérique du Nord, de Halifax en Nouvelle-Écosse à Vancouver par le canal de Panama. Il a fait 3 fois le voyage.
Enfin, en 1954, il est revenu à Vancouver pour devenir un navire musée. En 1962, le St. Roch a été classé lieu historique national du Canada.